# AB Farming

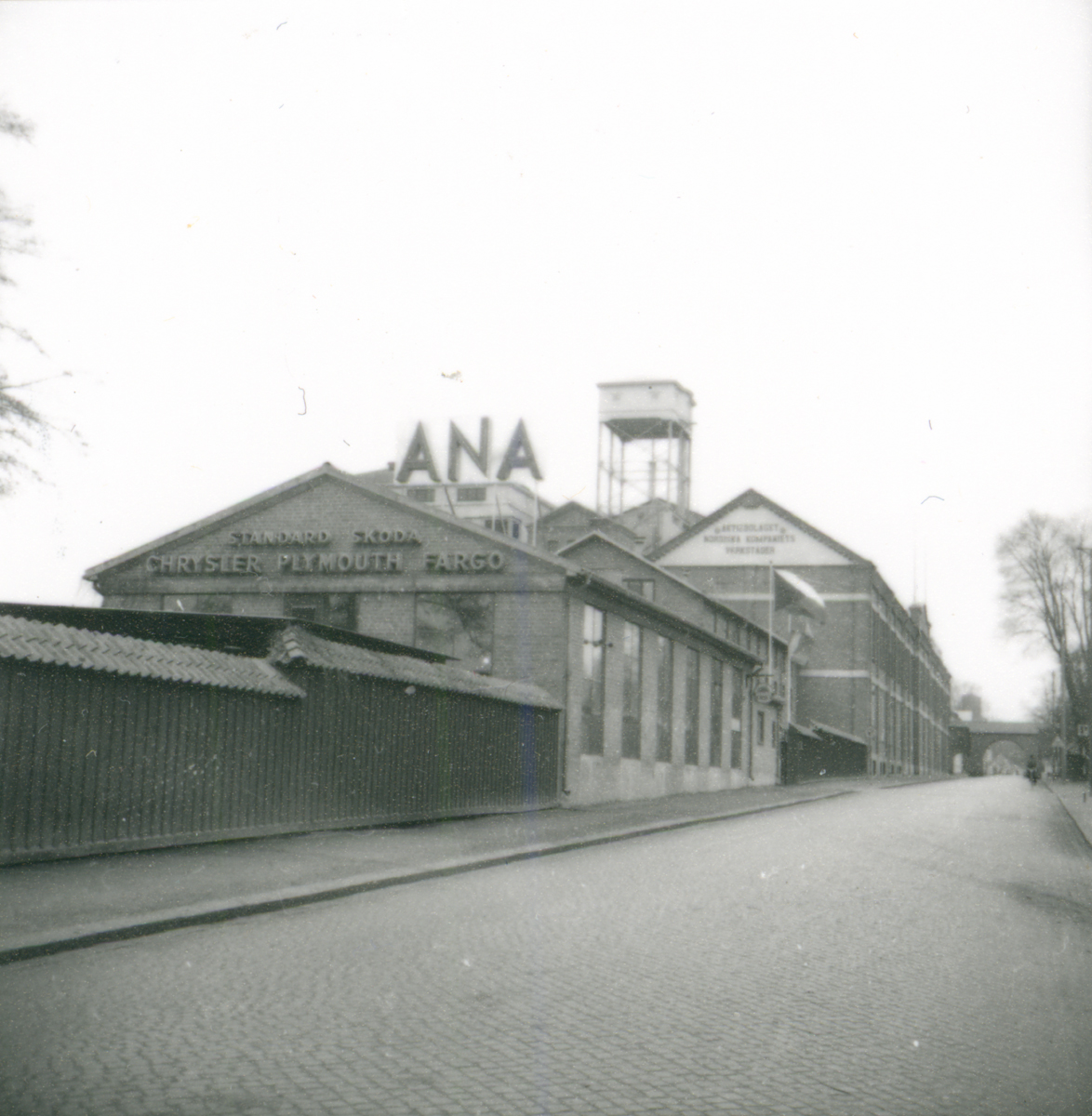
AB Farmings kontor 1948.

AB Farming var ett dotterbolag till AB Nyköpings Automobilfabrik (ANA) som marknadsförde Ferguson-traktorer via ANA:s återförsäljarnät. Bolaget bildades 1947 i och med att ANA erhöll agenturen för Ferguson. Chef blev major Lennart Cassler.
Den första Ferguson-modellen som AB Farming marknadsförde var TE 20 (Grållen) som såldes under åren 1947–1957 i 33281 exemplar. AB Farming tillverkade och marknadsförde även de egenutvecklade skogsmaskinerna Robur och den midjestyrda Flexor.
1952 köpte AB Farming herrgården Hedenlunda för att driva som försöksgård med kurser och representation. 
1951 kom det första numret av tidningen Teg och teknik – en tidskrift om jordbrukets mekanisering – ut.
1972 bytte AB Farming namn till Ana-Maskin AB.
Idag (2019) är AB Farming ett grossistföretag i Oxelösund som marknadsför produkter till lantbruk, järnhandel och hovslageri.

## Dåtida bilder

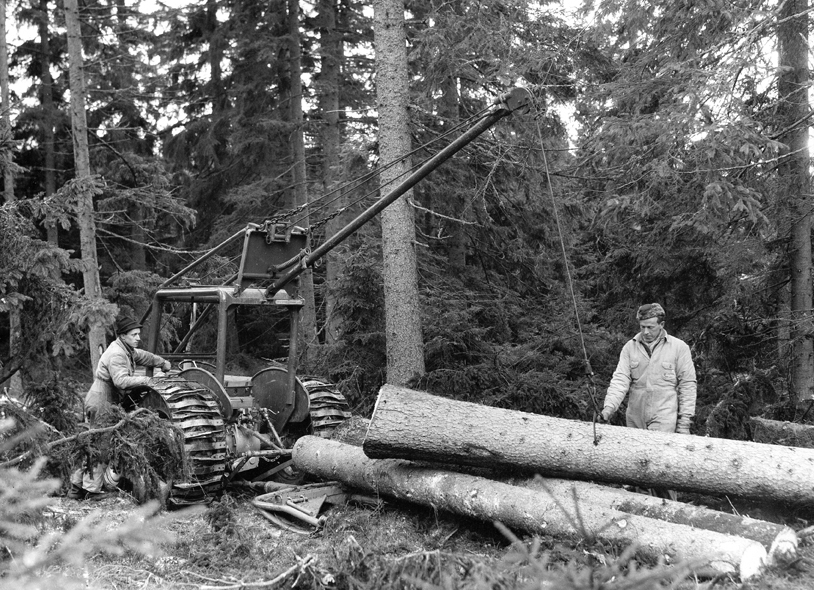
MF 35 utrustad med Sepsons-3 tons vinsch, störtbåge och lunningskran.
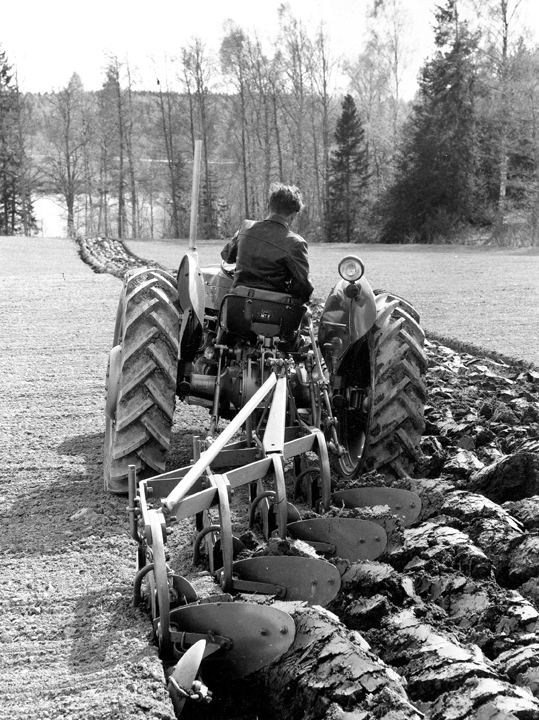
Plöjning med MF 65 och 4-skärig plog, typ 793.
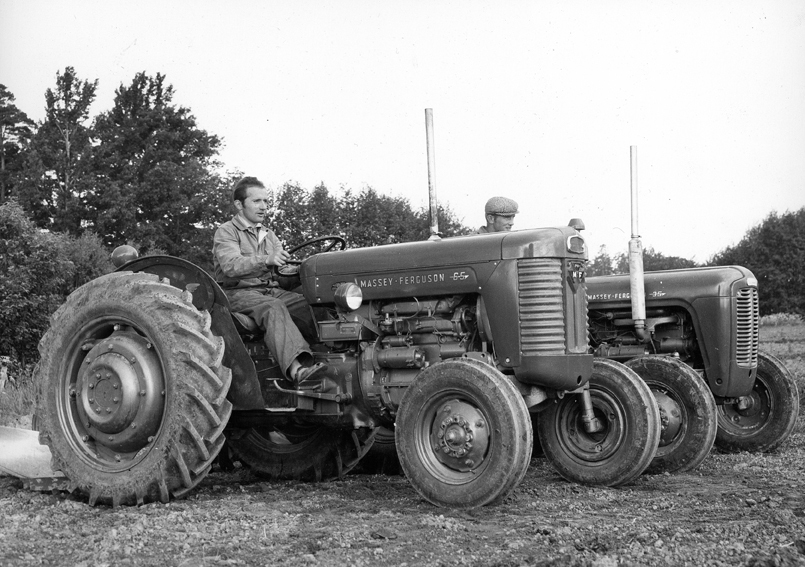
Från vänster MF 65 och MF 35.